# Periscepsia parasita
Periscepsia parasita är en tvåvingeart som först beskrevs av Robineau-desvoidy 1830.  Periscepsia parasita ingår i släktet Periscepsia och familjen parasitflugor.
Artens utbredningsområde är Frankrike. Inga underarter finns listade i Catalogue of Life.